# 捷列霍尔区
捷列霍尔区（俄语：Тере-Хольский кожуун）圖瓦語音譯「特列-霍勒」，是俄羅斯圖瓦共和國的一個区，位於共和國的東南部，行政中心是昆古爾圖格。人口为1882（2010）。行政中心昆古爾圖格的人口占該旗總人口的77.9%。

## 历史
该区于2003年自克孜勒区分出。